# Municipio de Hurricane (condado de Cleveland)
El municipio de Hurricane (en inglés: Hurricane Township) es un municipio ubicado en el condado de Cleveland en el estado estadounidense de Arkansas. En el año 2010 tenía una población de 528 habitantes y una densidad poblacional de 7,38 personas por km².

## Geografía
El municipio de Hurricane se encuentra ubicado en las coordenadas 33°45′5″N 92°0′50″O / 33.75139, -92.01389. Según la Oficina del Censo de los Estados Unidos, el municipio tiene una superficie total de 71.5 km², de la cual 71,2 km² corresponden a tierra firme y (0,43 %) 0,31 km² es agua.

## Demografía
Según el censo de 2010, había 528 personas residiendo en el municipio de Hurricane. La densidad de población era de 7,38 hab./km². De los 528 habitantes, el municipio de Hurricane estaba compuesto por el 95,64 % blancos, el 0,76 % eran afroamericanos, el 0,19 % eran asiáticos, el 3,03 % eran de otras razas y el 0,38 % eran de una mezcla de razas. Del total de la población el 3,79 % eran hispanos o latinos de cualquier raza.